# علیرضا مرزبان
علیرضا مرزبان (زاده ۵ خرداد ۱۳۳۷) مربی فوتبال اهل ایران است.
وی سابقه فعالیت به عنوان دستیار مربی و سرمربی در تیم‌های اشبورن ۱، پرسپولیس، دونایسکا استردا، استیل‌آذین تهران، مونته‌نگرو، سپاهان اصفهان، پدیده مشهد، پیکان، خونه به خونه، سیاه جامگان، شهرداری ماهشهر، نفت مسجدسلیمان و سپاهان را در کارنامه خود دارد.
مرزبان عضو انجمن مدرسان فوتبال آلمان و در کنگره جهانی مربیان در شهرهای دوسلدورف، راینلند-فالتز، برلین و هانوفر عضویت دارد.

## افتخارات

### دستیار مربی
اشبورن ۱ (نایب قهرمان)
- لیگ هسن-میته: ۲۰۰۰

پرسپولیس (قهرمان)
- لیگ برتر فوتبال ایران ۸۷–۱۳۸۶

سپاهان (قهرمان)
- لیگ برتر فوتبال ایران ۹۱–۱۳۹۰

پدیده (قهرمان)
- لیگ آزادگان ۹۳–۱۳۹۲

### سرمربی
اشبورن ۱
- هسن‌لیگا (۱): ۲۰۰۳
- لیگ هسن-میته: ۲۰۰۱ (نایب قهرمان)

پیکان
- لیگ آزادگان (۱): ۹۵–۱۳۹۴

### فردی
- بهترین سرمربی لیگ دسته یک (۱): ۹۵–۱۳۹۴ (ایفکا)